# 15-я гвардейская бомбардировочная авиационная дивизия
15-я гвардейская бомбардировочная авиационная Гомельская дивизия (15-я гв. бад) — авиационное соединение Военно-Воздушных сил (ВВС) Вооружённых Сил РККА бомбардировочной авиации, принимавшее участие в боевых действиях Великой Отечественной войны.

## История наименований дивизии

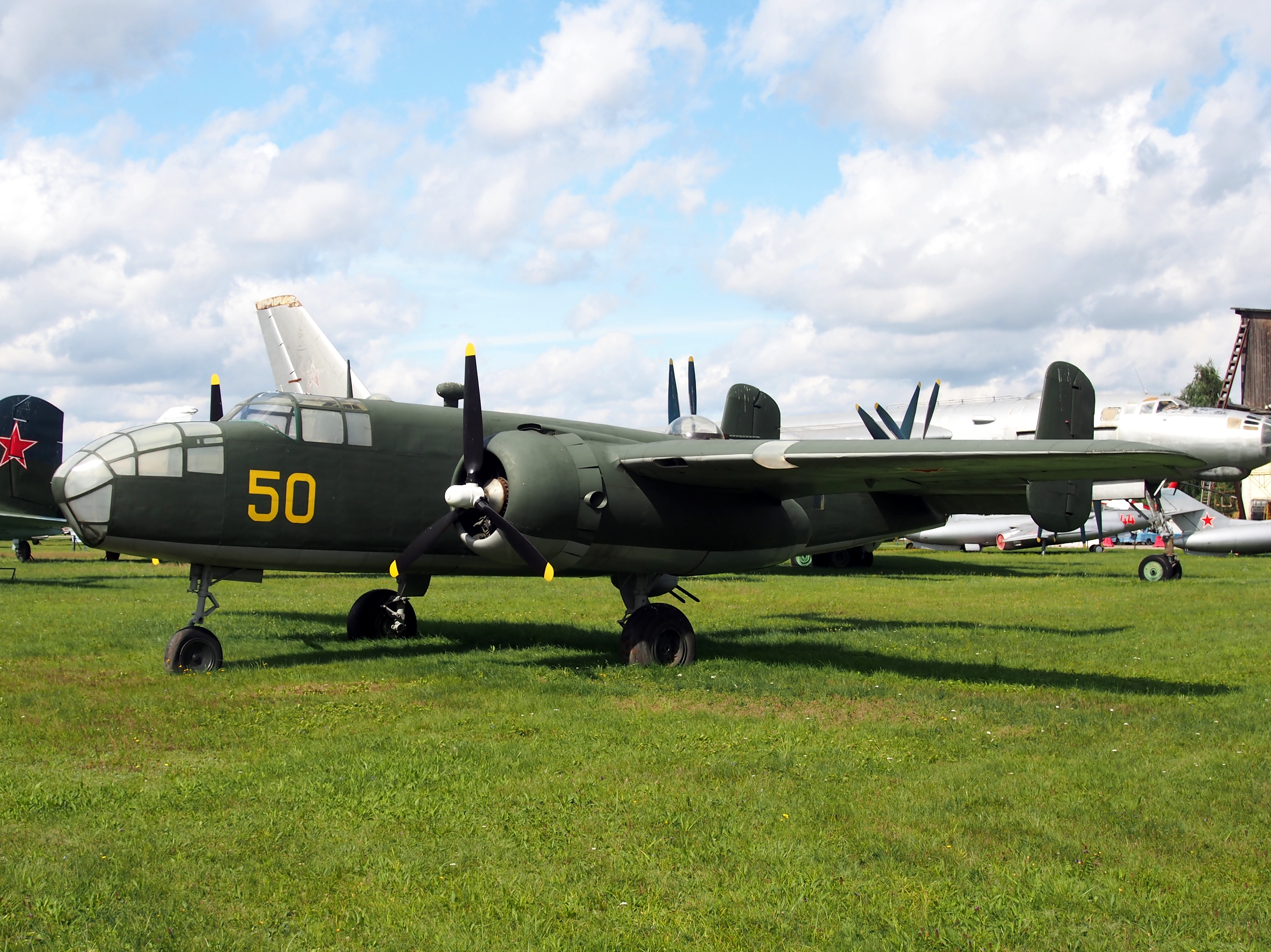
North American B-25D Mitchell в Музее в Монино. Эти самолёты стояли на вооружении полков дивизии до 1950 года.

- 4-я гвардейская авиационная дивизия Дальнего действия;
- 5-я гвардейская авиационная дивизия Дальнего действия;
- 5-я гвардейская авиационная Гомельская дивизия Дальнего действия;
- 15-я гвардейская бомбардировочная авиационная Гомельская дивизия;
- 15-я гвардейская тяжёлая бомбардировочная авиационная Гомельская дивизия[1].

## История и боевой путь дивизии
15-я гвардейская бомбардировочная авиационная Гомельская дивизия 26 декабря 1944 года преобразована из 5-й гвардейской авиационной Гомельской дивизии Дальнего действия Директивой Генерального Штаба № орг.10/315706 от 26 декабря 1944 года, а 4-й гвардейский авиационный корпус дальнего действия, куда входила дивизия 29 декабря 1944 года преобразован в 4-й гвардейский бомбардировочный авиационный корпус.
Весь свой боевой путь дивизия прошла в составе 4-го гвардейского бомбардировочного авиационного корпуса 18-й воздушной армии. С конца 1944 года дивизия вела боевые действия с аэродромов Румынии, а затем в районе Белграда и южнее Будапешта, самостоятельно, в отрыве от основных сил корпуса. Дивизия базировалась на сотни южнее км от основных соединений корпуса ивыполняла боевые задачи в интересах 2-го и 3-го Украинских фронтов и частей Югославской Народно-освободительной армии. дивизия была оснащена самолётами В-25. Полки дивизии поддерживали наступление войск 3-го Украинского фронта в районе озера Балатон, участвовала в операциях и битвах:
- Будапештская наступательная операция[2] — с 26 декабря 1944 года по 13 февраля 1945 года.
- Нижне-Силезская наступательная операция[4] — с 8 февраля 1945 года по 24 февраля 1945 года.
- Восточно-Померанская наступательная операция[4] — с 20 февраля 1945 года по 4 апреля 1945 года.
- Балатонская оборонительная операция[2] — с 6 марта 1945 года по 15 марта 1945 года.
- Венская наступательная операция[4] — с 16 марта 1945 года по 15 апреля 1945 года.
- Берлинская наступательная операция[4] — с 16 апреля 1945 года по 8 мая 1945 года.

### В действующей армии
В составе действующей армии дивизия находилась с 26 декабря 1944 года по 9 мая 1945 года.

### Командир дивизии
| Звание                | Имя                           | Период                                | Примечание                                          |
| --------------------- | ----------------------------- | ------------------------------------- | --------------------------------------------------- |
| Полковник             | Ульяновский Сергей Алексеевич | 26 декабря 1944 года — март 1951 года | убыл заместителем командира 74-го тбак              |
| Генерал-майор авиации | Тихонов Василий Гаврилович    | август 1953 года — октябрь 1953 года  | убыл заместителем командующего 43-й воздушной армии |
| Генерал-майор авиации | Набоков Семён Константинович  | октябрь 1953 года — октябрь 1955 года | уволен в запас                                      |

### В составе объединений
| Дата          | Армия (Командование)                 | Корпус (Армия)                                               |
| ------------- | ------------------------------------ | ------------------------------------------------------------ |
| 29.12.1944 г. | 18-я воздушная армия                 | 4-й гвардейский бомбардировочный авиационный корпус          |
| 09.05.1945 г. | 18-я воздушная армия                 | 4-й гвардейский бомбардировочный авиационный корпус          |
| 10.06.1945 г. | 18-я воздушная армия                 | 4-й гвардейский бомбардировочный авиационный корпус          |
| 01.04.1946 г. | 2-я воздушная армия дальней авиации  | 4-й гвардейский бомбардировочный авиационный корпус          |
| 20.02.1949 г. | 43-я воздушная армия дальней авиации | 81-й гвардейский бомбардировочный авиационный корпус         |
| 1950 г.       | 43-я воздушная армия дальней авиации | 81-й гвардейский тяжёлый бомбардировочный авиационный корпус |
| 01.08.1956 г. | 43-я воздушная армия дальней авиации |                                                              |
| 01.08.1960 г. | Командование дальней авиации         | 2-й отдельный тяжёлый бомбардировочный авиационный корпус    |
| 01.08.1980 г. | Командование дальней авиации         | 46-я воздушная армия ВГК СН                                  |
| 01.01.1992 г. | ВВС Украины                          | 46-я воздушная армия ВГК СН                                  |

### Послевоенная история дивизии

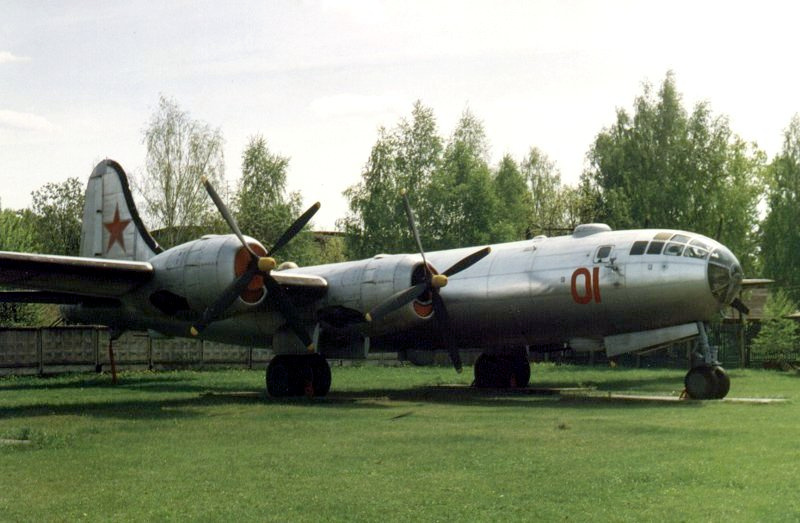
Самолёт дивизии с 1950 по 1956 годы — Ту-4. На фото единственный сохранившийся в России экземпляр самолёта в музее в Монино

После окончания войны дивизия входила в состав 4-го гвардейского бомбардировочного авиационного корпуса 18-й воздушной армии. С аэродромов в Венгрии дивизия перебазировалась на аэродромы Озёрное Житомирской области и Борисполь Киевской области. С апреля 1946 года дивизия в составе 4-го гвардейского бомбардировочного авиационного Брянско-Берлинского корпуса 2-й воздушной армии дальней авиации, созданной на базе 8-й воздушной армии.
В связи с послевоенным сокращением ВВС 201-й гвардейский бомбардировочный авиационный Смоленский Краснознамённый полк в 1947 году расформирован в составе дивизии на аэродроме Озёрное Житомирской области.

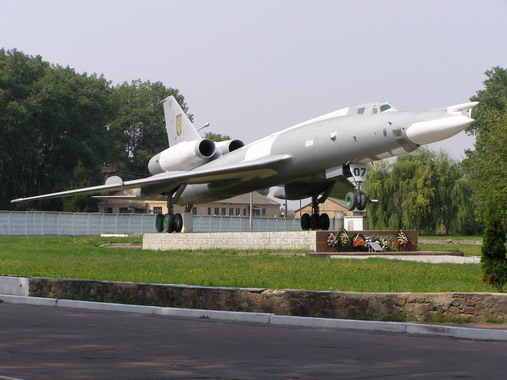
Ту-22 дивизии на постаменте на аэродроме Озёрное. Эти самолёты начали поступать в дивизию в 1964 году

В 1949 году 4-й гвардейский бомбардировочный авиационный Брянско-Берлинский корпус переименован в 81-й гвардейский бомбардировочный авиационный Брянско-Берлинский корпус, а 2-я воздушная армия дальней авиации — в 43-ю воздушную армию дальней авиации. В 1950 году полки дивизии стали получать новую авиационную технику — самолёты Ту-4, оснащённые системой дозаправки топливом в воздухе и способные нанести ответные удары по передовым базам США в Западной Европе, в том числе в Англии. Дивизия и её полки к своему наименованию получили дополнительное наименование «тяжёлая». С 1950 года после перевооружения полков на Ту-4 дивизия именуется как 15-я гвардейская тяжёлая бомбардировочная авиационная дивизия.
С 1956 года все полки дивизии переучивались на новые самолёты — Ту-16, тяжёлый двухмоторный реактивный многоцелевой самолёт с возможностью доставки ядерных боеприпасов. В августе 1956 года 81-й гвардейский тяжёлый бомбардировочный авиационный Брянско-Будапештский корпус расформирован и дивизия вошла в прямое подчинение 43-й воздушной армии дальней авиации.
В 1959 году из расформированной 204-й тяжёлой бомбардировочной авиационной дивизии в состав включён 260-й тяжёлый бомбардировочный авиационный орденов Суворова и Кутузова полк на самолётах Ту-4.
В связи со значительным сокращении Вооружённых Сил СССР в июне 1960 года в соответствии с Законом Верховного Совета СССР «О новом значительном сокращении ВС СССР» от 15.01.1960 г. 238-й гвардейский тяжёлый бомбардировочный авиационный Севастопольский полк был расформирован в составе дивизии на аэродроме Озёрное Житомирской области.
В 1968 году в дивизию стали поступать новые самолёты Ту-16К. В 1964 году 341-й тяжёлый бомбардировочный авиационный полк перевооружён на самолёты Ту-22 и Ту-22К (с 1968 года).
В августе 1980 года после переформирования 2-го отдельного тяжёлого бомбардировочного авиационного корпуса в 24-ю воздушную армию ВГК ОН дивизия вошла в состав 46-й воздушной армии ВГК СН.
С октября 1988 года по февраль 1989 года четыре самолёта-постановщика помех Ту-22ПД из состава 341-го тяжёлого бомбардировочного авиационного полка с экипажами были перебазированы на аэродром Мары для участия в боевых действиях в Афганистане. Одиночные самолёты выполняли задания вместе с бомбардировщиками Ту-16 и Ту-22М для постановки помех пакистанским истребителям F-16.
260-й тяжёлый бомбардировочный орденов Суворова и Кутузова авиационный полк в 1989 году получил новые Ту-22М3 и был передан в состав 22-й гвардейской тяжёлой бомбардировочной авиационной дивизии, а 251-й гвардейский тяжёлый бомбардировочный авиационный полк из состава дивизии передан в 43-й Центр боевого применения и переучивания лётного состава ДА. Вместо этих полков в состав дивизии вошли 121-й гвардейский тяжёлый бомбардировочный авиационный Севастопольский Краснознамённый полк (Мачулищи Минская область) на самолётах Ту-22К и 203-й гвардейский тяжёлый бомбардировочный авиационный Орловский полк (Барановичи, Брестская область) на самолётах Ту-22К.
После распада СССР дивизия вошла в состав ВВС Украины. 121-й гвардейский тяжёлый бомбардировочный авиационный Севастопольский Краснознамённый полк и 203-й гвардейский тяжёлый бомбардировочный авиационный Орловский полк переданы в состав 22-й гвардейской тяжёлой бомбардировочной авиационной Донбасской Краснознамённой дивизии. Вместе с дивизией в состав ВВС Украины передан только 341-й тяжёлый бомбардировочный авиационный полк.

## Части и отдельные подразделения дивизии
За весь период своего существования боевой состав дивизии претерпевал изменения:
| Период                     | Наименование                                                | Вооружение                                                       |
| -------------------------- | ----------------------------------------------------------- | ---------------------------------------------------------------- |
| 26.12.1944 — 21.12.1945 г. | 14-й гвардейский бомбардировочный авиационный полк          | В-25, переименован в 201-й гв. бап                               |
| 26.12.1944 — 1950 г.       | 238-й гвардейский бомбардировочный авиационный полк         | В-25, переименован в 238-й гв. тбап                              |
| 26.12.1944 — 1950 г.       | 251-й гвардейский бомбардировочный авиационный полк         | В-25, переименован в 251-й гв. бап                               |
| 21.12.1945 — 1947 г.       | 201-й гвардейский бомбардировочный авиационный полк         | В-25, расформирован                                              |
| 01.04.1946 — 01.1992 г.    | 341-й бомбардировочный авиационный полк                     | В-25, Ту-4, Ту-16, Ту-22, Ту-22К, передан в ВВС Украины          |
| 1950 — 1959 г.             | 238-й гвардейский тяжёлый бомбардировочный авиационный полк | Ту-4, Ту-16, расформирован                                       |
| 1950 — 12.1989 г.          | 251-й гвардейский тяжёлый бомбардировочный авиационный полк | Ту-4, Ту-16, Ту-16К, Ту-16Н, передан в 43-й Центр БПиПЛСДА       |
| 1959 — 12.1989 г.          | 260-й тяжёлый бомбардировочный авиационный полк             | Ту-16, Ту-16К, Ту-22М3, передан в 22-ю гв. тбад                  |
| 12.1989 — 01.1992 г.       | 203-й гвардейский тяжёлый бомбардировочный авиационный полк | Ту-22К, прибыл из 22-й гв. тбад, передан обратно в 22-ю гв. тбад |
| 12.1989 — 01.1992 г.       | 121-й гвардейский тяжёлый бомбардировочный авиационный полк | Ту-22К, прибыл из 22-й гв. тбад, передан обратно в 22-ю гв. тбад |

### Боевой состав на 9 мая 1945 года

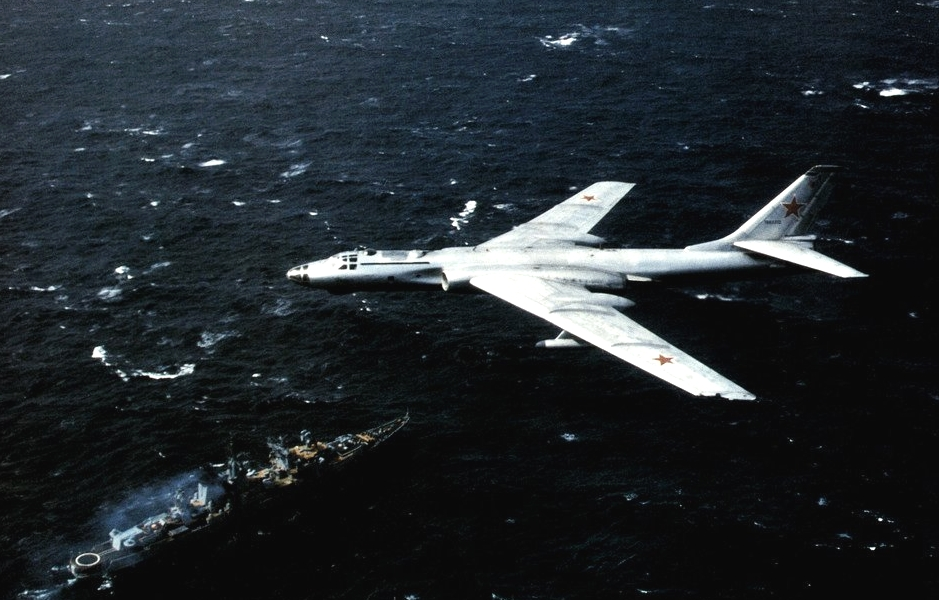
Самолёт Ту-16 в нейтральных водах. В 1956 году все полки дивизии были перевооружены на эти самолёты

| Наименование                                        | Вооружение |
| --------------------------------------------------- | ---------- |
| 14-й гвардейский бомбардировочный авиационный полк  | В-25       |
| 238-й гвардейский бомбардировочный авиационный полк | В-25       |
| 251-й гвардейский бомбардировочный авиационный полк | В-25       |

## Благодарности Верховного Главнокомандующего

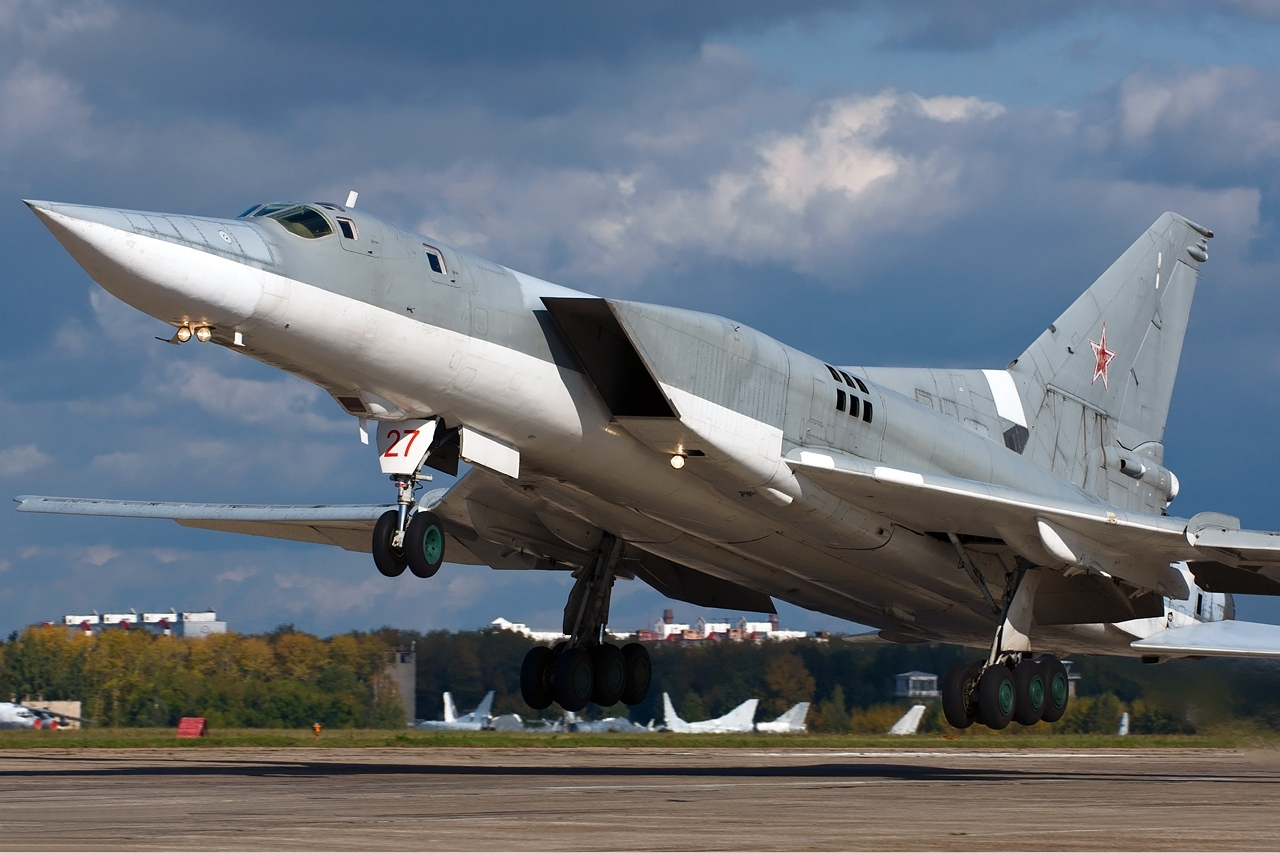
Ту-22М3. Этот самолёт начал поступать на вооружение дивизии перед распадом СССР

Воинам дивизии объявлены благодарности Верховного Главнокомандующего:
- За отличие в боях при овладении городами Секешфехервар, Мор, Зирез, Веспрем, Эньинг, а также при занятии более 350 других населённых пунктов[8].
- За отличие в боях при прорыве обороны противника южнее озера Балатон и при овладении городами Залаэгерсег и Кестель, Надьбайом, Бегене, Марцали и Надьятад — сильными опорными пунктами обороны немцев, прикрывающими нефтяной район Надьканижа[9].
- За отличие в боях при овладении Вашвар, Керменд, Сентготхард — важными опорными пунктами обороны немцев на реке Раба и, южнее озера Балатон, городом Чурго[10].
- За отличие в боях при овладении городом Шопрон — крупным железнодорожным узлом и важным опорным пунктом обороны немцев на подступах к Вене[11].
- За отличие в боях при на территории Австрии при овладении промышленным городом и крупным железнодорожным узлом Винер-Нойштадт и городами Эйзенштадт, Неункирхен, Глоггнитц — важными опорными пунктами обороны немцев на подступах к Вене[12].
- За отличие в боях при овладении крупным промышленным центром Чехословакии городом Брно (Брюн) — важным узлом дорог и мощным опорным пунктом обороны немцев[13].

Воинам дивизии в составе корпуса объявлены благодарности Верховного Главнокомандующего:
- За отличие в боях при овладении в Домбровском угольном районе городами Катовице, Семяновиц, Крулевска Гута (Кенигсхютте), Миколув (Николаи) и в Силезии городом Беутен[14].
- За отличие в боях при разгроме окружённой группировки противника в Будапеште и овладении столицей Венгрии городом Будапешт — стратегически важным узлом обороны немцев на путях к Вене[15].
- За отличие в боях при овладении городом и крепостью Гданьск — важнейшим портом и первоклассной военно-морской базой немцев на Балтийском море[16].
- За отличие в боях при овладении крепостью и главным городом Восточной Пруссии Кенигсберг — стратегически важным узлом обороны немцев на Балтийском море[17].
- За отличие в боях при овладении городами Франкфурт-на-Одере, Вандлитц, Ораниенбург, Биркенвердер, Геннигсдорф, Панков, Фридрихсфелъде, Карлсхорст, Кепеник и вступление в столицу Германии город Берлин[18].
- За отличие в боях при разгроме берлинской группы немецких войск и овладением столицы Германии городом Берлин — центром немецкого империализма и очагом немецкой агрессии[19].
- За отличие в боях при овладении портом и военно-морской базой Свинемюнде — крупным портом и военно-морской базой немцев на Балтийском море[20].

## Отличившиеся воины дивизии
- Горелик Евгений Илларионович, гвардии старший лейтенант, штурман эскадрильи 251-го гвардейского бомбардировочного авиационного полка 15-й гвардейской бомбардировочной авиационной дивизии 4-го гвардейского бомбардировочного авиационного корпуса 18-й воздушной армии Указом Президиума Верховного Совета СССР 29 июня 1945 года удостоен звания Герой Советского Союза. Золотая Звезда № 7709/

## Базирование
| Период            | Аэродром                     |
| ----------------- | ---------------------------- |
| 04.1945 — 12.1945 | Венгрия                      |
| 12.1945 — 01.1992 | Озёрное, Житомирская область |